# MPC-1 (каска)
MPC-1 (сербохорв. Milicijsko-Policijski Čelada) — кевларовый шлем югославского производства, выпускавшийся с середины 1980-х годов словенским предприятием PAP Lubljana. Шлем основан на израильском OR-201, но предназначался для сил правопорядка и военной полиции.

## Описание
Кевларовый шлем МРС-1 был создан для оснащения сил югославской милиции для противодействия массовым беспорядкам и пошёл в серию в середине 1980-х. При этом МРС-1 применялся силами правопорядка Югославии наравне с другим композитным шлемом — М89. После распада страны, запасы этих шлемов оказались как в силовых структурах новообразованных стран, так и применялись в качестве обычных боевых шлемов во время Югославских войн.
По форме МРС-1 похож на израильский композитный шлем OR-201. Шлем окрашивался в традиционный для правоохранительных органов темно-синий цвет (включая элементы подтулейного устройства), те же каски, что применялись в качестве боевых шлемов, нередко получали камуфляжный окрас. Подтулейное устройство с тремя перекрещенными полосами дополнена прочной шейной накладкой из темной кожи, которая крепится к оболочке шестью винтами. Как сбоку, так и спереди, имеются объемные амортизирующие прокладки.
Подбородочный ремень, сделанный по образу десантного шлема PČ99, выполнен из темно-синей синтетической ткани с Y-образными сторонами (крепится к каске четырьмя винтами) регулируется с помощью скользящего кольца и предохранительного крючка в положении против затягивания. Для защиты подбородка на ремне имеется специальный пластиковый щиток. На шлем может быть установлен прозрачный поликарбонатный визор.